# Israël Landry
Pour les articles homonymes, voir Landry.
Israël Landry (né en 1843 à Saint-Jean-sur-Richelieu, au Québec - mort en 1910 à Saint-Jean, au Nouveau-Brunswick) est un instituteur, musicien, marchand de musique, rédacteur en chef, éditeur et consul canadien.

## Biographie

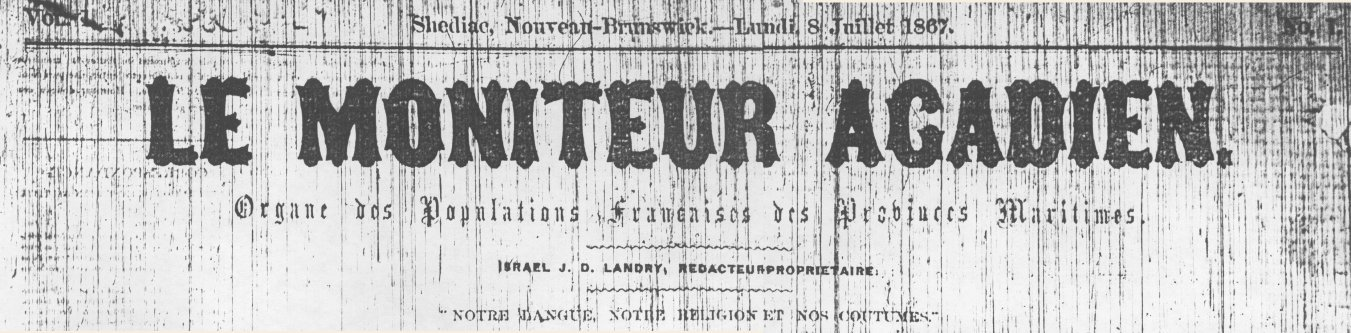
Entête du premier numéro du Moniteur acadien

Israël-J.-D. Landry naît le 1er décembre 1843 à Saint-Jean-sur-Richelieu, appelé à l'époque Dorchester, au Québec. Il est le fils ainé du fermier Jean-Misaël Maynard et de Constance Bélanger. Son nom de baptême est Jean-Misaël Maynard tout comme son père mais la raison du changement n'est pas connue. Il se fait appeler « M. Landry de Montréal » au début de sa carrière et « Israel J. D. Landry, rédacteur-propriétaire » par la suite.
Il étudie probablement au Petit séminaire de Montréal, un Israël Ménard y étant inscrit de 1857 à 1858. Au début des années 1860, il se rend à Rustico, à l'Île-du-Prince-Édouard, pour travailler avec le père George-Antoine Bellecourt. C'est à cette époque qu'il s'intéresse aux efforts des Acadiens pour protéger leur langue. Bellecourt le nomme directeur d'une école secondaire, où il enseigne aussi la musique et le chant, en plus d'être organiste et de diriger une chorale. Il s'implique aussi dans un orchestre jeunesse participant à des événements spéciaux à Charlottetown et la population apprécie ses efforts.
Il déménage deux ans plus tard à Chatham, au Nouveau-Brunswick, désormais un quartier de Miramichi, où il est organiste de la basilique Saint-Michael et enseigne la musique. En 1867, il rédige et imprime le prospectus d'un journal francophone.
Israël Landry s'installe à Shédiac, au Nouveau-Brunswick, peu après. La ville, contrairement à Chatham, est au centre d'une région francophone et se trouve près du Collège Saint-Joseph de Memramcook, où est formé l'élite acadienne. Le 5 mars 1867, il y fonde Le Moniteur acadien, le premier journal francophone en Acadie. Le succès du journal est assuré puisqu'il est le seul en ville. Landry démissionne tout de même quelques mois plus tard, à cause des difficultés financières, et parce qu'il n'est pas appuyé par l'élite acadienne, probablement à cause de son origine québécoise, et que le clergé lui reproche son ton trop agressif. Le Moniteur acadien est en effet un journal engagé et conservateur. Il vend le journal en 1868 à son imprimeur, F.-X.-N.-Norbert Lussier.
Il tente de se faire élire député conservateur de Westmorland lors de la 1re élection générale de l'histoire canadienne, en 1867, mais il est battu par Albert James Smith, qui récolte 2 216 voix contre 454. Il attribue se résultat à « l'injustice la plus criante et la corruption la plus abominable ».
Israël Landry déménage à Saint-Jean, au Nouveau-Brunswick, où il épouse Ellen (Ella) McGourty le 16 novembre 1869. Ils ont un fils, mort en bas âge, et une fille. Il est organiste et dirige une chorale à la cathédrale de l'Immaculée-Conception (Immaculate Conception cathedral). Il vend des partitions et des instruments de musique dans un magasin qu'il fonde sur la rue King. Il publie le mensuel Landry's Musical Journal et certaines partitions, dont quelques-unes de ses compositions. Il s'intéresse aussi à la politique municipale et est consul honoraire de France durant quelque temps. Il meurt à Saint-Jean le 22 avril 1910.

## Distinctions
En 1955, il est nommé Personne d'importance historique nationale parmi les Hommes de lettres, des personnalités de la littérature acadienne de 1880 à 1930, incluant aussi Pascal Poirier, Placide Gaudet, John Webster et Ferdinand Robidoux. Une plaque en leur honneur est installée l'année suivante à Shédiac.